# Братья Денисовы

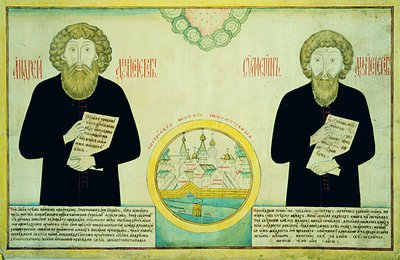
Андрей и Семён Денисовы с изображением Выговского общежительства. Настенный лист. Выг. 10-е гг. XIX в. (ГИМ)

Бра́тья Дени́совы — Андрей Денисов (1674—1730), и Семён Денисов (1682—1740) — «главные вожди раскола в первой половине XVIII века», основатели и первые настоятели знаменитой Выговской пу́стыни — крупного идеологического и организационного центра старообрядцев.
Происходили из рода князей Мышецких, один из которых, «новгородский помещик» князь Борис Александрович, ещё в Смутное время переселился в свои заонежские поместья. Сын его Иван и внук Евстафий, от которых вели свою родословную братья, упомянуты в Синодике третьей четверти XVII века, обнаруженном уже в XXI веке в Рукописном отделе Библиотеки Академии Наук Российской Федерации, что доказывает подлинность сведений приводимых братьями Денисовыми о своем княжеском происхождении.
Денисовыми они писались по своему отцу — Денису Евстафьевичу, желая, вероятно, отличаться от тех Мышецких, «людей государевых», которые «Никоновой прелестью соблазнились». Иногда к фамилии Денисовы, или даже вместо неё, они писались «Вторые» или «Вторушины» — по своему деду Евстафию, бывшему, как они утверждали, вторым сыном князя Ивана Борисовича.
Когда, после Никоновских реформ, началось в народе брожение, то разные «люди божьи», — чернецы, скитальцы, проповедники «старой веры», — находили в доме их отца, князя Дениса Мышецкого, и стол, и кров, и беседу вдумчивую от Писания. Выросший в их среде, мудролюбивый и пылкий старший сын князя, Андрей, жаждая жизни святой и испытаний в вере, в 17 лет выселился от отца в лес, в место пустынное, недалеко от родного Повенца, чтобы основать вместе со своим другом братское общежитие.
Уже через три года образовалось на том месте, по благословению преподобного инока Корнилия Островского, Выговское общежительство на принципах киновийного монастыря, и смогла переселиться к ним сестра его, Соломония; а ещё через три года, в 1697 году, переселился к ним и отец, князь Денис Евстафьевич, с младшими сыновьями Семёном и Иваном. Андрей, которому тогда едва минуло 25, был в том общежительстве одним из двух решающих лиц.
В 1702 году князя Андрея Денисова избрали уже киновиархом, то есть единоличным главой, Выговской общины. Обширные родственные и классовые связи Мышецких, глубокие познания Андрея в богословии и истории православия, его гибкий ум вкупе с целеустремлённой энергией страстно верующего человека, вскоре прославили Выговскую общину как главную опору и влиятельный центр «древлего благочестия», выразителя основных чаяний старообрядцев и предстоятеля во многих их обидах перед властями. Андрей добился полной легализации монастыря в глазах официальных лиц; во имя «старой веры» много ездил, договаривался, организовывал, строил, основывал, собирал и раздавал, писал и проповедовал.
Сохранилось около 200 писаний из-под руки Андрея Денисова. Наиглавнейшее из них — «Поморские ответы» (на 106 вопросов синодального миссионера иеромонаха Неофита). Сборник этот стал своеобразным катехизисом старообрядцев, их настольной книгой.
В подготовке «Поморских ответов», как и во всех остальных трудах Андрея, деятельное участие принимал его младший брат Семён. Единомышленник, скорый помощник, столь же мудролюбивый и предприимчивый, брат Семён был как бы правой рукой Андрея. Поэтому, когда в 1730 году первого киновиарха Выговской обители князя Андрея Денисова призвал к Себе Господь, с общего согласия следующим Наставником признали его брата Семёна. Одним из наиболее близких послушников Семёна Денисова стал Алексей Попов, который надежды учителя не оправдал.
Фигуры братьев Денисовых, — Андрея и Семёна (особенно Андрея), — произвели на современников неизгладимое впечатление. Своим примером они явили образец служения и праведной жизни в среде староверов. Сочинения их переписывались и бережно передавались. Появились их Жития; братья изображались в книжных миниатюрах старообрядцев и в настенных лубках. С годами их образ стал восприниматься как символ славы общежительства, а князь Андрей — как небесный заступник такого общежительства.

## Сочинения братьев Денисовых
- «Поморские ответы» Архивная копия от 1 марта 2014 на Wayback Machine
- «Виноград Российский» Архивная копия от 10 октября 2016 на Wayback Machine
- Денисов А. История о отцех страдальцех Соловецких. М., 1907.